# Салле
Салле (італ. Salle) — муніципалітет в Італії, у регіоні Абруццо,  провінція Пескара.
Салле розташоване на відстані близько 130 км на схід від Рима, 55 км на південний схід від Л'Аквіли, 38 км на південний захід від Пескари.
Населення — 316 осіб (2014).

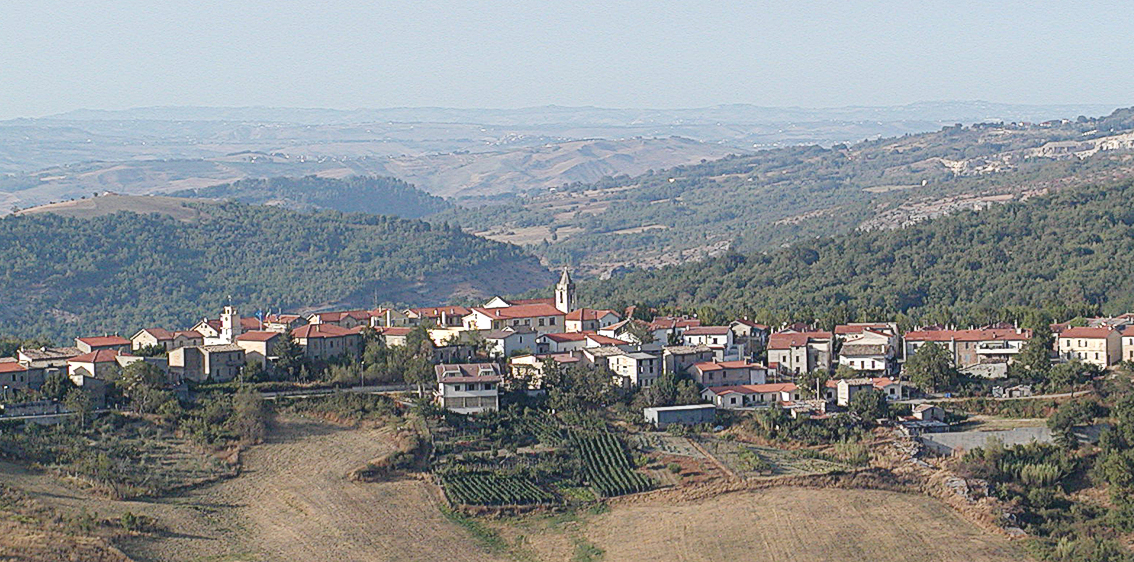

Щорічний фестиваль відбувається 18 липня. Покровитель — Beato Roberto.

## Демографія
Населення за роками:

Станом на 1 січня 2023 року в муніципалітеті офіційно проживало 11 іноземців з 4 країн, серед них 1 громадянин країн Євросоюзу.

## Сусідні муніципалітети
- Болоньяно
- Караманіко-Терме
- Корфініо
- Пратола-Пелінья
- Роккаказале
- Сульмона
- Токко-да-Казаурія